# Paskalia Chepkorir Kipkoech

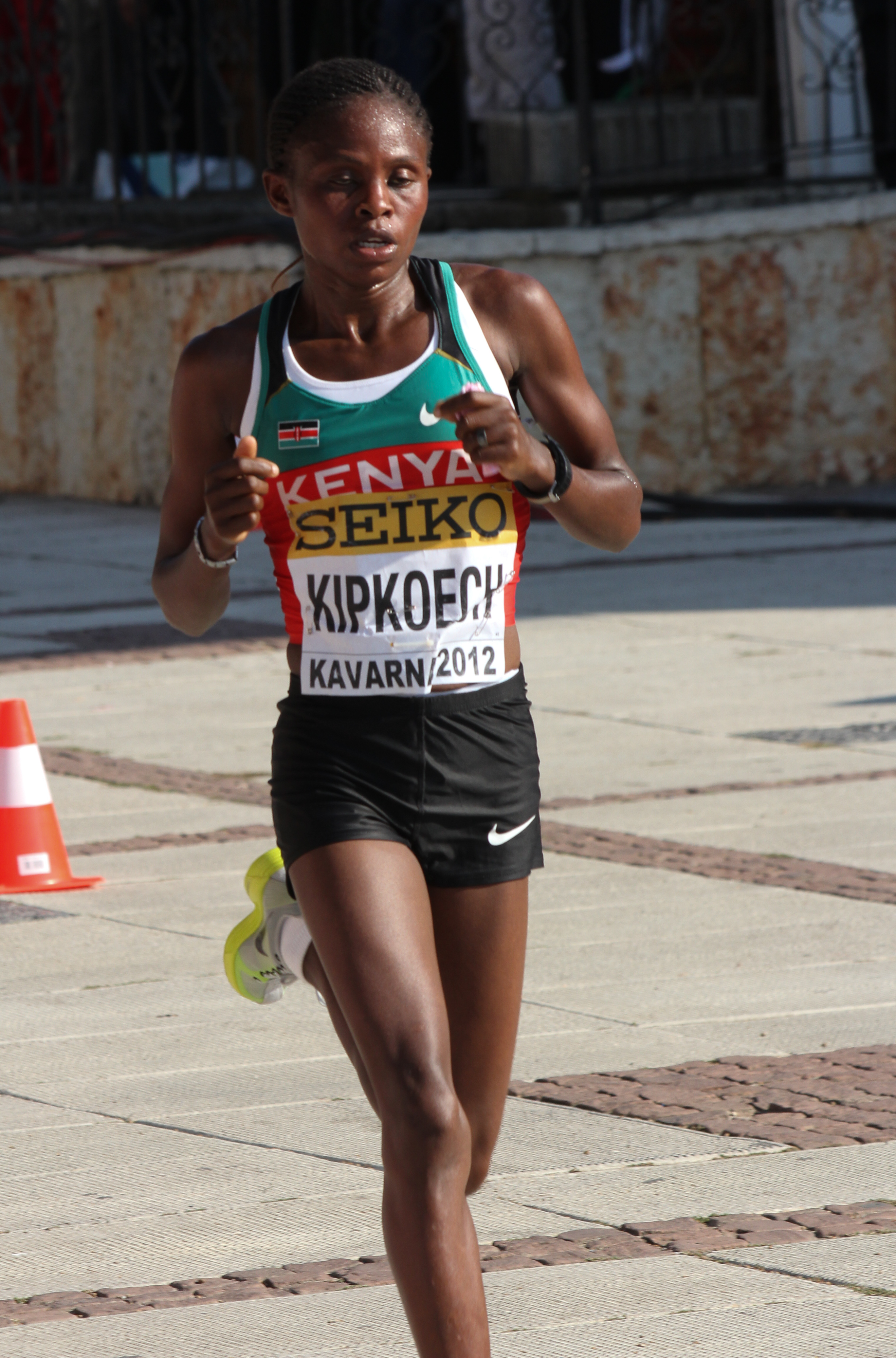
Paskalia Chepkorir Kipkoech, 2012

Paskalia Chepkorir Kipkoech (auch Pasalia Chepkorir Kipkoech und Pascalia Jepkorir, * 22. Dezember 1988) ist eine kenianische Langstreckenläuferin.

## Leben
Die Vize-Jugendweltmeisterin von 2003 über 3000 m wurde 2008 Neunte beim Lissabon-Halbmarathon. 2009 wurde sie Dritte beim Prag-Halbmarathon und siegte auf der 10-km-Strecke des Brescia-Marathons und bei der Corrida Internacional de São Silvestre.
2009 gewann sie den Berliner Halbmarathon.
2024 wurde sie wegen Dopings für zwei Jahre gesperrt.

## Persönliche Bestzeiten
- 3000 m: 9:08,4 min, 18. Juni 2003, Nairobi
- 10-km-Straßenlauf: 30:57 min, 20. Mai 2012, Santos
- Halbmarathon: 1:07:17 h, 19. August 2012, Rio de Janeiro